# Катонне, Франсуа
Франсуа Катонне (фр. François Catonné; 3 сентября ? , Париж, Франция) — французский кинооператор.

## Биография
После обучения на факультете наук в Парижском университете (1962—1965), Франсуа Катонне изучал операторское мастерство в Государственной технической школе фотографии и кинематографии (сейчас Национальная высшая школа имени Луи Люмьера) (1965—1967). После дебютной операторской работы над фильмом «О, солнце», в последующие девять лет Катонне работал ассистентом у операторов Этьена Беккера, Свена Нюквиста, Тонино Делли Колли и Паскуалино Де Сантиса. С 1978 года работает как самостоятельный кинооператор, сняв более 60 художественных и документальных кино-, телефильмов и телесериалов.
Франсуа Катонне как оператор сотрудничал с такими режиссерами, как Патрис Леконт, Ален Корно, Бертран Блие, Мишель Юоуженах и Эрик Зонка.
В 1990 году Катонне был одним из членов-учредителей Ассоциации французских кинооператоров (AFC).
В 1993 году Франсуа Катонне за операторское мастерство в работе над фильмом режиссера Режиса Вернье «Индокитай» был удостоен французской национальной кинопремии Сезар.